# 12664 Сонісеня
12664 Сонісеня (12664 Sonisenia) — астероїд головного поясу, відкритий 27 вересня 1978 року.
Тіссеранів параметр щодо Юпітера — 3,404.